# 申鉉濬
申鉉濬（韓語：신현준，1968年10月28日—），又譯申賢俊，韓國男演員。

## 演藝經歷
1990年憑電影《將軍的兒子》出道，2003年憑電視劇《天國的階梯》韓泰華一角令他被亞洲觀眾廣泛認識。現任韓國仁德大學廣播演藝專業教授。2013年5月26日，與小他12歲的美國韓僑結婚。2015年10月，妻子確定懷孕，2018年二兒子出生。在2016年回歸電視劇，確定出演《武林學校》。

## 出演作品

### 電視劇
- 1995年：KBS《風之子》
- 1996年：MBC《1.5》
- 1997年：KBS2《婚紗（朝鲜语：웨딩드레스 (드라마)）》飾演 姜佑振
- 1998年：SBS《白夜3.98》
- 1998年：SBS《我愛你! 我愛你!》
- 2003年：SBS《天國的階梯》飾 韓泰華
- 2006年：TBS《輪舞曲》飾 金勇載
- 2008年：SBS《明星的戀人》（客串）
- 2009年：SBS《該隱與亞伯》飾 李宣雨
- 2011年：MBC《Road No. 1》（客串）
- 2012年：SBS《傻瓜媽媽》飾 崔高萬
- 2012年：KBS《新娘面具》飾 李江山（客串）
- 2012年：KBS《嗚啦啦夫婦》飾 高洙南
- 2016年：KBS《武林學校》飾 黃武松
- 2017年：KBS《完美的妻子》飾 車敬宇（客串）
- 2022年：MBC《現在開始是Showtime！》飾 申鉉浚（客串）
- 2024年：KBS《熨斗家庭》飾 智勝敦

### 電影
- 1990年：《將軍的兒子》饰演 小林
- 1990年：《吉利山》
- 1990年：《青春肖像》饰演 慧妍的聚会伙伴（特别出演）
- 1991年：《將軍的兒子2》饰演 小林
- 1992年：《將軍的兒子3》饰演 小林
- 1993年：《为爱欢呼》饰演 金老师
- 1993年：《华严经》饰演 志浩
- 1994年：《太白山脉》饰演 郑河燮
- 1995年：《归来的英雄洪吉童》饰演 虎皮（动画配音）
- 1996年：《隔世琴緣》饰演 黄将军
- 1996年：《Channel 69》饰演 尹在河
- 1997年：《地上滿歌》饰演 光秀
- 1997年：《瑪利亞旅店》饰演 基旭
- 1997年：《Korean Killer Famliy List》饰演 泰雄
- 1998年：《男人的故事》饰演 哲勇
- 1998年：《退魔錄》饰演 李玄岩
- 2000年：《飛天舞》饰演 镇河
- 2000年：《奪命警報》饰演 林俊宇
- 2000年：《不朽的名作》饰演 申鉉濬（特别出演）
- 2001年：《殺手公司》饰演 相延
- 2003年：《深海危机》饰演 金俊
- 2003年：《黄山伐》饰演 百济奸细（特别出演）
- 2004年：《鬼變臉》饰演 李贤民
- 2004年：《大佬斗和尚2》饰演 范植
- 2005年：《家門榮譽2之家門危機》饰演 张仁载
- 2005年：《無影劍》饰演 群华坪
- 2006年：《家門榮譽3之家門復活》饰演 张仁载
- 2006年：《赤腳的基奉》饰演 基奉
- 2006年：《誰上我的床（朝鲜语：누가 그녀와 잤을까?）》飾演 在成的父親（特別出演）
- 2007年：《我生命中最糟糕的男人》饰演 离婚受理处职员（特別出演）
- 2007年：《金館長對金館長對金館長》饰演 古法跆拳道金馆长
- 2008年：《最後的禮物》饰演 姜泰俊
- 2009年：《吻我，殺我》饰演 尹贤俊
- 2010年：《我們身邊的罪惡》饰演 赵警官
- 2011年：《喬治和奉植》
- 2011年：《家門榮譽4之家門受難》饰演 张仁载
- 2016年：《壞蛋必須死》饰演 黑帮杀手
- 2018年：《背叛的玫瑰》饰演 申会长（特别出演）
- 2022年：《暧昧》饰演 美男
- 2023年：《刺客（朝鲜语：살수 (영화)）》饰演 李南
- 待定：《鬼神警察》

### MV
- 1999年：曹誠模《For Your Soul》[2]（與鄭俊鎬、崔志宇）
- 2001年：李秀英《Never Again》[3]（與鍾麗緹、韓高恩）
- 2003年：KISS《因為我是女人》[4]
- 2007年：Zia《守護天使》（與金玉彬）
- 2007年：Zia《一動不動》（與金玉彬）

## MC
- 2010年：KBS《演藝家中介》
- 2011年：Channel A《Show King》
- 2019年：Channel A《搭飛機去》
- 2019年：Channel A《搭飛機去2》

## 其他活动
- 2007年：第七屆殘疾人奧林匹克運動會大使
- 2010年：聖經世博會公共大使
- 2010年：1004 长跑为弱能人士人公共大使
- 2010年：世界無煙草日親善大使
- 2010年：糧食福利基金會親善大使
- 2010年：紅十字會親善大使

## 獎項
- 1992年：第30屆大鐘獎 － 新人獎
- 2001年：百想藝術大賞 － 最佳衣著
- 2006年：第四屆韓國時尚世界獎 － 最佳衣著
- 2006年：第27屆青龍電影獎 － 人氣獎
- 2006年：夏威夷國際電影節 － 亞洲之星
- 2008年：第十六屆春史電影賞 － 韓流文化獎
- 2011年：MBC演藝大賞 － 綜藝節目部門 特別獎
- 2011年：第12屆Korea Visual Arts Festival － 電影部門 上鏡獎
- 2012年：KBS演藝大賞 － 信息娛樂部門 最佳娛樂人獎（演藝家中介）
- 2012年：KBS演技大賞 － 迷你系列劇部門 男子優秀演技獎（嗚啦啦夫婦）
- 2015年：KBS演藝大賞 － 綜藝部門最佳藝能人獎

## 外部連結
- 申鉉濬的X（前Twitter）